# Calceolaria sclerophylla
Calceolaria sclerophylla är en toffelblomsväxtart som beskrevs av U. Molau. Calceolaria sclerophylla ingår i släktet toffelblommor, och familjen toffelblomsväxter. Inga underarter finns listade i Catalogue of Life.